# Pterospora ramificata
Pterospora ramificata is een soort in de taxonomische indeling van de Myzozoa, een stam van microscopische parasitaire dieren. Het organisme komt uit het geslacht Pterospora en behoort tot de familie Urosporidae. Pterospora ramificata werd in 1910 ontdekt door Dogel.